# Democrazia

Indice di democrazia del 2022.

La democrazia (dal greco antico: δῆμος?, démos, "popolo" e κράτος, krátos, "potere") etimologicamente significa "governo del popolo", ovvero forma di governo e valori sociali in cui la sovranità è esercitata, direttamente o indirettamente, dal popolo, che generalmente è identificato come l'insieme dei cittadini che ricorrono in generale a strumenti di consultazione popolare (es. votazione, deliberazioni ecc.).
La democrazia è un sistema politico che si fonda sul principio della sovranità popolare, ossia il potere appartiene al popolo, che lo esercita attraverso forme di partecipazione diretta o indiretta. In una democrazia, i cittadini hanno la libertà di scegliere i propri rappresentanti e influenzare le decisioni politiche che li riguardano. Tuttavia, il concetto di democrazia è molto ampio e si articola in vari aspetti che vanno oltre la semplice elezione dei leader.
Storicamente il concetto di democrazia non si è cristallizzato in una sola univoca versione ovvero in un'unica concreta traduzione, ma ha trovato espressione evolvendosi in diverse manifestazioni, tutte comunque caratterizzate dalla ricerca di una modalità capace di dare al popolo la potestà effettiva di governare.
Benché all'idea di democrazia si associ in genere una forma di Stato, la democrazia può riguardare qualsiasi comunità di persone e il modo in cui vengono prese le decisioni al suo interno (per esempio il Papa viene eletto da una ristretta cerchia e anche lo furono i primi quattro Califfi detti califfi ben guidati, questi esempi di monarchia assoluta elettiva teocratica, quindi un tipo di democrazia illiberale teocratica).

## Definizione
Sono state date molte diverse definizioni di democrazia.
Tra gli antichi greci, la cui lingua ha dato origine alla parola, Platone ne parla approfonditamente nel suo trattato Πολιτεία (La Repubblica) (cap. VI), nonché nel suo dialogo Πολιτικός (Politico), dandone per altro un giudizio fortemente negativo: per lui il governo di una nazione dovrebbe essere tenuto dai filosofi, i massimi intellettuali dell'epoca, in una sorta di tecnocrazia. Anche Aristotele esplora approfonditamente il concetto nel suo trattato Τὰ πολιτικὰ (Politica) e anche lui la giudica una forma di stato non opportuna, che facilmente si trasforma in tirannide (libri III e IV) (diverso è però rispetto a Platone lo stato ideale che propone).
Polibio nelle sue Storie (libro VI) distingue tre forme di stato "buone" (monarchia, aristocrazia e democrazia) e tre negative (tirannide, oligarchia e oclocrazia); ideale è per lui la costituzione romana, che combina le tre forme da lui giudicate buone. Più tardi ritorna sull'argomento Plutarco in un saggio inserito nei cosiddetti Moralia e intitolato Περὶ μοναρχίας καὶ δημοκρατίας καὶ ὀλιγαρχίας ("Monarchia, democrazia e oligarchia").
Il termine "oclocrazia", letteralmente "governo della massa", fu introdotto proprio da Polibio per indicare una forma degenerata di democrazia, dove domina non più la volontà del popolo ma gli istinti di una massa variamente istigata da demagoghi o reazioni emotive.
Risalgono al pensiero greco anche alcuni concetti collaterali che hanno grave importanza nelle democrazie moderne, e.g. quello di uguaglianza davanti alla legge o isonomia, per esempio in Clistene.
A Roma fu coniata la parola repubblica (res publica = cosa pubblica), che intendeva presentare lo stato romano come proprietà comune di tutti. La situazione storica concreta fu diversa, e comunque subì una notevole evoluzione nel corso dei secoli. Ad ogni modo, a distanza di secoli dalla nascita della repubblica, Cicerone nel suo De re publica condivide la definizione attribuita a Publio Cornelio Scipione Emiliano, secondo cui res publica è res populi, cosa del popolo. Il pensiero politico di Cicerone dà particolare importanza alla concordia ordinum, la concordia tra i ceti sociali, che rappresenterebbe una sorta di compromesso tra una vera democrazia e un'oligarchia pura.
La parola democratia comparve per la prima volta in Europa quando nel 1260 fu pubblicata la traduzione in latino del trattato la Politica di Aristotele, curata dai monaci domenicani.
Il concetto di democrazia fu ampiamente dibattuto durante l'Illuminismo. Molto significativo, tra gli altri, il contributo di Jean-Jacques Rousseau, per il quale il potere che spetta al popolo sarebbe inalienabile e non rappresentabile: la democrazia o è diretta o non è.
Montesquieu nel suo scritto "Lo spirito delle leggi" (1748) enuncia la teoria della separazione dei tre poteri (legislativo, esecutivo e giudiziario), applicabile in via teorica a tutte le forme di governo, anche non democratiche, e di fatto utilizzata in quasi tutte le democrazie moderne.
In tempi più recenti è celebre la definizione che ne diede Abramo Lincoln nel suo discorso a Gettysburg (1863): la democrazia è «il governo del popolo, da parte del popolo, per il popolo». Questa definizione è stata ripresa nell'introduzione alla costituzione francese del 1958 (Quinta Repubblica).
L'etimologia della parola, in greco, si trova nel sintetico "municipalità" (l'insieme o l'assemblea di persone che hanno diritti politici) e "stato" (potere, autorità, sovranità). Il termine indica "lo stato in cui il potere è nelle mani dell'assemblea dei detentori dei diritti politici". Quindi:
1. la democrazia è quella forma di governo dove la sovranità è esercitata, direttamente o indirettamente, dal popolo, generalmente identificato come l'insieme dei cittadini che ricorrono in generale a strumenti di consultazione popolare; la sovranità può anche essere esercitata incrociando i due sistemi. Il popolo che esercita questa sovranità ha diritti politici, perché appunto è "demos".
2. la democrazia include coloro che sono eletti e il popolo, quindi tutti e due hanno diritti politici in quanto sono "demos"; i primi in quanto parte del popolo, e il secondo perché include il soggetto della parola democrazia.
3. la terminologia "demos" riguarda un popolo che ha diritti politici, oppure questi diritti riguardano solo coloro che tramite un'assemblea esercitino questi diritti.

### Principi fondamentali della democrazia
- Libertà individuale: La democrazia garantisce a ogni individuo diritti fondamentali, come la libertà di pensiero, di espressione, di religione e di movimento. Questi diritti proteggono l'individuo da ingerenze statali e consentono una partecipazione piena e informata alla vita pubblica.
- Partecipazione popolare: I cittadini hanno il diritto di partecipare alla vita politica, che può avvenire in modo diretto (come nei sistemi di democrazia diretta, ad esempio nelle assemblee) o indirettamente, attraverso il voto per eleggere rappresentanti politici. La partecipazione non si limita però al voto: include anche il diritto di protestare, organizzare manifestazioni, far sentire la propria voce nei media e nel dibattito pubblico.
- Eguaglianza politica: In una democrazia, tutti i cittadini sono considerati uguali davanti alla legge. Ogni persona ha lo stesso diritto di voto e la stessa opportunità di partecipare al processo politico, indipendentemente da razza, classe sociale, genere o altre caratteristiche individuali. Questo principio è spesso rafforzato da leggi anti-discriminatorie che mirano a garantire l'uguaglianza sostanziale.
- Stato di diritto: La democrazia si basa su un sistema giuridico che garantisce che tutte le persone, comprese le autorità politiche, siano soggette alla legge. Questo implica che le decisioni politiche e governative siano prese nel rispetto delle leggi, con un sistema giudiziario indipendente che protegge i diritti fondamentali dei cittadini.
- Libertà di stampa e di espressione: Un aspetto cruciale della democrazia è la libertà di stampa, che consente ai media di operare senza censura. Ciò consente ai cittadini di accedere a informazioni accurate, di esprimere liberamente le proprie opinioni e di esercitare un controllo sulle decisioni politiche. La libertà di espressione è un meccanismo di controllo sociale che permette alla società di evolversi in modo partecipativo e critico.
- Alternanza politica: Una democrazia permette e incoraggia il cambiamento pacifico dei governi attraverso elezioni libere e giuste. Il principio dell'alternanza al potere è fondamentale per evitare l'accentramento del potere e il rischio di dittature, garantendo che il governo risponda ai bisogni e alle volontà della popolazione.

## Descrizione

### Forme di democrazia
La prima classificazione della democrazia può essere tra democrazia diretta e democrazia indiretta.
- Nella democrazia partecipativa si raccolgono tutti quegli strumenti utili che forniscono informazioni stimolando la collaborazione tra cittadini e rappresentanti, ma di per sé questa forma di democrazia non contempla strumenti per attribuire potere legislativo ai cittadini (es. democrazia digitale tramite Web 2.0).
- Nella democrazia deliberativa, la volontà del popolo non viene espressa tramite l'elezione di rappresentanti, ma attraverso un processo deliberativo.
- Nella democrazia diretta, il potere sovrano è esercitato direttamente dal popolo, come avveniva nell'antica Grecia, dove i cittadini (esclusi schiavi, donne e cittadini stranieri) si riunivano per discutere attivamente di leggi o posizioni politiche da prendere poi in apposite votazioni a maggioranza.
- Nella democrazia rappresentativa ovvero indiretta il potere sovrano è esercitato da rappresentanti eletti dal popolo (il Parlamento). È storicamente la forma di democrazia nata con i moderni Stati di Diritto a partire dalla Rivoluzione francese secondo il principio della separazione dei poteri e quello liberale della divisione del lavoro. Ad esempio, l'Italia è una repubblica parlamentare (quindi a democrazia indiretta) che usa come unici strumenti di democrazia diretta il referendum, l'iniziativa popolare e la petizione popolare; i cittadini sono comunque liberi di candidarsi (entrare in politica) per diventare rappresentanti, qualunque sia il loro stato sociale. Il potere sovrano dunque è esercitato dal popolo nella misura in cui ciascun cittadino avente diritto di voto, elegge in elezioni politiche per suffragio universale i propri rappresentanti di governo in parlamento.
- Nella democrazia costituzionale, la costituzione rigida pone dei vincoli alla dittatura della maggioranza.[8]

### Diritti di cittadinanza
Per diritti di cittadinanza s'intende l'insieme dei diritti civili, politici, sociali accanto ai diritti di terza generazione che sono alla base della democrazia moderna. Essi giungono a una consistente affermazione nel XX secolo. La loro estensione alle classi basse della popolazione dipende infatti dall'evoluzione del concetto di Stato a quello di nazione e da quello di sudditi a quello di cittadini.
- Diritti civili: diritto alla vita, libertà di autodeterminazione, diritto alla sicurezza personale, libertà di culto, libera stampa e informazione, libertà di manifestazione del pensiero, libertà di associazione, diritto di sciopero, diritto di manifestazione pubblica; affermazione progressiva a partire dal XVIII secolo.
- Diritti politici: diritto di elezione, diritto di candidatura politica, diritto di associazione partitica; affermazione nel XIX secolo.
- Diritti economici: diritto di proprietà privata, libertà di fondare capitali propri, diritto di concludere contratti, libero mercato, libertà di fondare imprese economiche personali; affermazione nel XVIII secolo
- Diritti sociali: solidarietà sociale (stato sociale), assistenza sanitaria universale, pari opportunità di lavoro (per le differenze religiose, etniche, culturali e/o sessuali), diritto di voto per gli immigrati, diritto universale a un'istruzione paritaria; affermazione nel XX secolo.

Si distingue tra diritti negativi e diritti positivi, i primi prevedono la libertà dallo Stato, ossia quei diritti che limitano il potere dello stato come i diritti civili, i secondi invece presuppongono la libertà nello o mediante lo Stato, intesa come autonomia positiva dell'individuo o come intervento attivo dello stato, rientrano in questa categoria i diritti politici e i diritti sociali.

### Cultura democratica
Un fattore chiave in una democrazia è la presenza, all'interno di una nazione, di una cultura democratica: una "democrazia politica" senza cultura democratica diffusa nei cittadini non sarebbe una democrazia. Fra i pensatori politici e i filosofi che hanno sollevato dibattiti su tale questione c'è dentro la tradizione nordamericana John Dewey, nella sua rilettura di Ralph Waldo Emerson, da lui considerato "il filosofo della democrazia", essenziale per una cultura democratica. Altri pensatori dedicatisi alla questione sono Hannah Arendt e George Kateb. In Brasile, ci sono alcuni autori che lavorano con l´idea della correlazione tra la cultura della democrazia e la cultura dei diritti umani, come Paulo Freire, Maria Victoria Benevides, Fábio Konder Comparato e Eduardo C. B. Bittar.

## Evoluzione storica del concetto
(Winston Churchill)

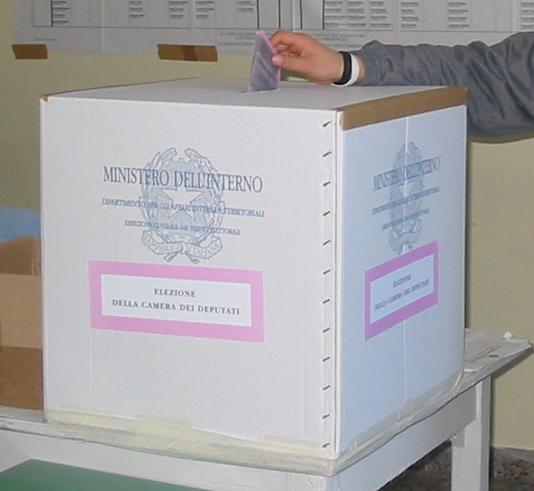
Urna elettorale italiana

La democrazia è una forma di Stato che, nella sua accezione contemporanea, si è via via affermata in modo particolarmente significativo negli ultimi due secoli. Nell'arco di più di due millenni, il concetto di democrazia ha tuttavia vissuto una continua evoluzione, subendo importanti modificazioni nel corso della storia. Le prime definizioni di democrazia risalgono all'antica Grecia.

### Democrazia antica

#### Nell'antica Grecia
Un primo riferimento universale lo si ritrova nei cinque regimi governativi platonici, in ordine discendente: aristocrazia, timocrazia, monarchia, democrazia, che può portare alla tirannia in quanto inevitabile conseguenza dei comportamenti demagogici legati all'acquisizione del consenso.
Un altro esempio è il principio aristotelico che distingue fra tre forme pure e tre forme corrotte di governo: monarchia (governo del singolo), aristocrazia (governo dei migliori) e timocrazia (governo dei censi aventi diritto), esse secondo il filosofo rischiavano di degenerare rispettivamente in dispotismo, oligarchia (governo di un'élite) e democrazia (potere del popolo). Quest'ultimo, gestito dalla massa, è stato in termini più moderni definito anche dittatura della maggioranza, "quantitativismo" politico e perciò comunque dispotico e anche autoritario, ossia assolutismo politico e democratura.
Nell'antica Grecia la parola democrazia nacque come espressione dispregiativa utilizzata dagli avversari del sistema di governo di Pericle ad Atene. Infatti kratos, più che il concetto di governo (designato da archìa) rappresentava quello di "forza materiale" e, quindi, "democrazia" voleva dire, pressappoco, "dittatura del popolo" o "della maggioranza". I sostenitori del regime ateniese utilizzavano altri termini per indicare come una condizione di parità fosse necessaria al buon funzionamento di un sistema politico: "isonomia" (ovvero eguaglianza delle leggi per tutti i cittadini) e "isegoria" (eguale diritto di ogni cittadino a prendere parola nell'assemblea). Peraltro, a queste forme di eguaglianza si legavano i principi di parresìa (libertà di parola) ed eleutherìa (libertà in genere). La democrazia ateniese si contraddistingue per due peculiari caratteristiche: il sorteggio nelle cariche pubbliche e l'assemblea legislativa a democrazia diretta composta da tutti i cittadini.

#### Nel mondo arabo-islamico
Califfi Rāshidūn e primi califfi omayyadi.

#### In India
Precursori furono gli imperatori indiani Asoka e Akbar.

#### In Giappone
Il principe reggente Umayado nel VII secolo.

### Nel medioevo

#### Nel mondo
Nei popoli germanici il potere legislativo ed esecutivo veniva esercitato da assemblee comuni dette Thing (una di queste era il gairethinx dei Longobardi). Queste assemblee, menzionate già da Giulio Cesare e Tacito (che le chiamavano concilium), ebbero forme diverse a seconda delle epoche e dei singoli popoli e non sono documentate in modo completo; generalmente erano dominate da capi militari o altre personalità, che avevano il diritto di portare con sé i loro sostenitori. Le assemblee si svolgevano periodicamente e duravano diverse settimane.
La prima occasione certa in cui un'assemblea di questo tipo assunse connotati simili a un parlamento democratico fu l'Althing (Alþingi), istituita in Islanda nel 930 d.C. Tuttora il parlamento islandese si chiama Althing.
Un altro esempio è la confederazione delle cinque nazioni dei nativi americani. Si tratta dell'alleanza Haudenosaunee che si strinse fra i cinque popoli Irochesi presenti in quello che oggi è conosciuta come la regione dei grandi laghi nel Nordamerica. I popoli in questione sono i Cayuga, gli Onondaga, gli Oneida, i Mohawk e i Seneca. Con l'aggiunta alla confederazione della nazione/popolo Tuscarora l'alleanza prenderà il nome "delle sei nazioni". Non fu l'unica nel Nordamerica, conosciute sono anche la lega degli Uroni e l'unione dei Creek.

#### In Italia
Una forma particolare di parlamento medievale in Italia fu l'arengo. Nel caso della Repubblica di Venezia l'arengo, chiamato concio, ebbe fin dal 742 il diritto di eleggere il doge, dando quindi origine a una forma particolare di democrazia rappresentativa (ancorché con i suoi limiti); ne facevano parte tutti gli uomini liberi, anche privi di nobiltà. Anche in un'altra repubblica marinara, Amalfi, si costituì poco dopo (IX secolo) un arengo con il potere di eleggere il duca (equivalente del doge); diversamente da Venezia ne facevano parte solo alcune categorie di cittadini.
Nel Regno di Sicilia venne istituito il parlamento siciliano, che viene considerato uno dei più antichi del mondo (assieme a quello dell'Isola di Man, islandese e faroese, che però non avevano poteri deliberativi).
Un tipo diverso di arengo fu istituito nell'anno 1000 nella Repubblica di San Marino: ne facevano parte tutti i capifamiglia e aveva tutti i poteri legislativi, esecutivi e giudiziari, costituendo così una specifica forma di democrazia diretta.
Nei secoli successivi si diffusero nei comuni medievali istituzioni simili agli arenghi, i cosiddetti consigli generali, che di solito avevano il compito specifico di eleggere con cadenza annuale i consoli (democrazia rappresentativa con elezioni annuali).
Tutte queste istituzioni in Italia si trasformarono o furono soppresse dopo qualche secolo.
Il primo ad utilizzare il termine democrazia nella lingua italiana fu Tommaso Garzoni.

### In età moderna e contemporanea
Sulla concezione moderna di democrazia hanno avuto grande influenza le idee illuministe a partire da Voltaire, le rivoluzioni dell'Ottocento, in particolare la Rivoluzione francese con il suo motto di libertà, uguaglianza e fratellanza. Sia la carta costituzionale americana del 1787 che quella francese del 1791 vertevano sul principio della separazione dei poteri (legislativo, esecutivo, giudiziario). Il suffragio universale, il primato della costituzione e la separazione dei poteri sono le basi della democrazia rappresentativa.
Un'importante caratteristica della democrazia moderna è la separazione tra Stato e Chiesa, cioè l'indipendenza da tutte le religioni. Questo principio è strettamente connesso con quello della laicità dello Stato.
In seguito si è diffuso il concetto che una democrazia moderna debba avere anche una stampa libera, evidenziando così un quarto potere.
Per molti oggi ai poteri esistenti bisogna aggiungere delle autorità, come quella che garantisce la concorrenza e quella che si occupa della riservatezza dei cittadini e dei loro dati personali.
Secondo l'economista e filosofo indiano Amartya Sen (premio Nobel per l'economia) la democrazia non è un'invenzione dell'Occidente: "Quella che va corretta è la tesi, frutto solo d'ignoranza, dell'eccezionalismo occidentale in materia di tolleranza". A questo proposito Sen cita l'editto di Erragudi, emanato nel III secolo a.C. in India, a suo dire un manifesto alla tolleranza.
Per il classico Karl Popper de La società aperta e i suoi nemici (1945), nonché per Gian Enrico Rusconi la cui sintesi s'inserisce nel dibattito che va dall'Hans Kelsen de La democrazia al Gustavo Zagrebelsky de Il «Crucifige!» e la democrazia, il concetto di democrazia si sarebbe sviluppato con la carta costituzionale, auspicabilmente "rigida", come necessità di garantire i diritti civili e politici davvero a tutti, tutelando anche opposizione e minoranza. In altri termini, con la democrazia costituzionale si sarebbero poste norme e regole alla summenzionata dittatura della maggioranza fornendo a chi ha perso le elezioni la possibilità di tornare alle urne per un'eventuale alternanza politica, il che avrebbe determinato il passaggio storico dalla più antica forma di democrazia, autoritaria e "quantitativa", a quella odierna, autorevole e "qualitativa", appunto costituzionale.

### Differenza tra la democrazia degli antichi e democrazia liberale
Già Benjamin Constant nel Settecento aveva mostrato le differenze tra la concezione della democrazia degli antichi e quella dei moderni. Il teorico della liberaldemocrazia Robert Alan Dahl parla di tre percorsi storici:
1. democrazia delle città-stato;
2. democrazia degli Stati-nazione;
3. democrazia cosmopolita.

In tale approccio la differenza tra la democrazia antica e moderna sta nel fatto che nella prima prevale il concetto di eguaglianza, nella seconda prevale l'idea di libertà. Per tale motivo, mentre la democrazia antica funzionava col sistema della partecipazione dei cittadini (esclusi gli schiavi, gli stranieri e le donne) tramite i meccanismi del sorteggio e della rotazione, le democrazie liberali si fondano sulla competizione tra candidati e sul meccanismo della delega tramite elezioni.
La democrazia partecipativa classica era possibile in epoca antica grazie a determinate condizioni: la sovranità limitata a una sola città, la polis, la cui popolazione raramente superava i 100.000 abitanti; i diritti politici riconosciuti a una ristretta fetta di popolazione, poiché erano esclusi quasi i tre quarti degli abitanti (donne e schiavi). La Grecia delle poleis, la Roma repubblicana e in parte i Comuni italiani tra XII e XIV secolo sono i luoghi e i periodi storici in cui questo tipo di democrazia poté realizzarsi.
Alcuni pensano che le moderne tecnologie elettroniche e di telecomunicazioni potrebbero oggi consentire forme di democrazia diretta in qualche modo analoghe (ad esempio tramite la partecipazione di politici e cittadini al dibattito sulla rete, all'utilizzo della firma digitale per la raccolta delle 50.000 firme per depositare un disegno di legge o le 500.000 per indire un referendum abrogativo).
In età moderna Rousseau tentò di far rifiorire il concetto di democrazia degli antichi. I giacobini e poi i socialisti si fecero interpreti di questa idea. Il presupposto della democrazia liberale moderna, cioè il principio della rappresentanza, fu proposto tra i primi da John Stuart Mill ed è oggi alla base dei regimi democratici.

### Affermazione delle democrazie europee moderne
Gli studi sulla modernizzazione, in particolare quelli di Barrington Moore, si sono focalizzati sulle precondizioni che hanno consentito l'affermarsi in Europa della democrazia moderna. Secondo questi studi, fondamentale fu l'equilibrio di poteri che si creò tra la monarchia assoluta, tesa a limitare il crescente potere della nobiltà, e la nobiltà stessa che fu sempre abbastanza forte da contrastare il potere tendenzialmente assoluto della corona. Questo equilibrio facilitò l'instaurazione del parlamentarismo (in primo luogo in Inghilterra). Inoltre la borghesia urbana, col suo naturale interesse per la garanzia dei diritti civili e politici - innanzitutto la proprietà privata - e l'evoluzione mercantile dell'aristocrazia terriera, favorì la democrazia, portando ad un'alleanza tra aristocrazia possidente e borghesia, insieme ad una tenue liberazione dei contadini dai vincoli feudali. L'assenza di una coalizione aristocratico-borghese contro contadini e operai fu una precondizione necessaria, tuttavia, per evitare lo stritolamento della democratizzazione negli strati più bassi della popolazione. Infine, le rivoluzioni - inglese, americana, francese - portarono alla definitiva affermazione della democrazia, estirpando l'élite agraria, distruggendo i vincoli feudali e portando operai e contadini nei processi di governo.

#### Elitismo e fascismo
Nel Novecento l'affermazione della democrazia arrivò mentre, sotto il profilo filosofico, ne erano contestati alcuni presupposti teorici dall'elitismo: Gaetano Mosca e Vilfredo Pareto, poi Robert Michels e altri. Sotto il profilo storico, la teoria dell'élite fu ripresa dal fascismo. Difatti il suo capo Benito Mussolini riteneva che la moderna democrazia parlamentare di origine illuminista non fosse altro che una subdola "dittatura massonica". Come soluzione il fascismo attuò la dittatura, ma quando anche questa rivelò tutte le sue falle, cercò all'ultimo di presentare un'alternativa pseudodemocratica, la "democrazia organica", mai effettivamente attuata.
Il pericolo così suscitato portò alla crisi degli anni Trenta: mentre la sconfitta della Germania e la decomposizione degli imperi sovranazionali aveva fatto supporre ai vincitori della prima guerra mondiale che "il sistema liberal-democratico potesse affermarsi naturalmente in quelle parti di Europa e di mondo (...), il risultato fu che vent’anni dopo, con l’eccezione della Gran Bretagna che avrebbe fatto la sua scelta atlantica allo scoppio della nuova guerra, il sistema liberal-parlamentare resisteva nel continente abbastanza problematicamente solo in Francia: mentre regimi illiberali di opposto colore si preparavano a disputarsi il continente e il mondo, dando per scontata la sconfitta del sistema liberal-capitalistico, considerato un residuo ottocentesco in avanzato stato di dissoluzione interna. Doveva essere l’ultima volta che l’Europa presumeva di guidare il mondo, perché l’esito del conflitto venne deciso dagli Stati Uniti, nuovi alfieri del sistema liberale e nuovi propugnatori su scala mondiale della sua innegabile superiorità materiale (per la vittoria sul nazi-fascismo e in seconda battuta sul collettivismo comunista) e spirituale, per il rispetto e la valorizzazione della libertà individuale".

### Democrazia nel mondo contemporaneo
La stragrande maggioranza degli Stati mondiali oggi si definisce "democratica". Fra gli Stati democratici però si possono distinguere differenti gradi di democrazia, e non è sempre semplice riconoscere la democraticità di uno Stato. Robert Alan Dahl per caratterizzare le specificità dei sistemi democratici del XX secolo propone di utilizzare, per designarli, il termine poliarchia.
Diversi studi sono stati eseguiti da differenti enti per stabilire il grado di democrazia di uno Stato. Fra questi spicca quello eseguito ogni due anni dal settimanale The Economist e conosciuto come Indice di Democrazia, che prende in esame 167 nazioni e stabilisce per ognuna di esse un grado di democrazia, con un punteggio da 0 a 10. Alla fine del 2010, la Norvegia era risultata essere la nazione più democratica al mondo con un punteggio di 9.80 secondo i parametri stabiliti dal The Economist, mentre la Corea del Nord chiudeva la classifica con un punteggio di 1.08. L'Italia risultava essere una "Democrazia imperfetta" con un punteggio di 7.83, al 31º posto della classifica (dopo che nel 2008 era stata considerata una "democrazia completa"). Per i sistemi politici con simili difficoltà il politologo britannico Colin Crouch ha proposto l'introduzione di una nuova categoria intermedia, definita da lui "postdemocrazia".
Ad oggi nel XXI secolo, soprattutto in Europa e America settentrionale, centrale, meridionale, la scienza politica (ma non solo essa) accetta la sua cosiddetta definizione minima di democrazia come criterio che sostiene quali regimi siano essenzialmente democratici e quali no.
Ecco i componenti della sopraccitata definizione:
- suffragio universale maschile/femminile;
- elezioni libere, competitive, regolari, ricorrenti;
- multipartitismo;
- fonti di informazione plurime ed imparziali;
- garanzia, in primis da parte della classe politica, prima di tutto verso la sua popolazione, di diritti di cittadinanza;
- abbattimento, in primis da parte della classe politica, di più estreme diseguaglianze socio-economiche, prima di tutto interne;
- sufficiente acquisizione teorico/pratica di cultura democratica da parte della classe politica e concittadini/concittadine.

Sono stati di recente anche evidenziati i rischi che il populismo comporta, in termini di disfunzionalità della democrazia.

## Contraddizioni della democrazia
Studi recenti di economisti e matematici mostrano come la democrazia non sia qualcosa di compiuto e ben definito, come si tende a credere nel senso comune. In effetti un approccio filosofico tende a considerare la democrazia un concetto intrinsecamente imperfetto.
La prima critica che si fa alla democrazia è il paradosso insito in sé stessa, ovvero se la maggioranza delle persone desiderasse un governo antidemocratico, la democrazia cesserebbe di esistere. Tuttavia se il governo si opponesse cesserebbe di essere democrazia in quanto andrebbe contro la volontà della maggioranza. Un esempio di questo tipo è quello di un Paese con una forte maggioranza di una religione nel quale un partito porta i capi religiosi al potere, disconosce la laicità dello Stato e desidera instaurare una teocrazia; oppure di un orientamento politico che rifiuta la Costituzione e di indire nuove elezioni democratiche.
Tuttavia la democrazia non garantisce al popolo il potere "soltanto nell'immediato" (per cui potrebbero verificarsi gli eventi appena esemplificati) ma si fonda sul fatto che essa debba sapersi perpetuare, almeno se la intendiamo riferita a un sistema-Paese anziché limitatamente ad una singola scelta elettorale, come invece avviene nel paradosso sopra descritto. La sua perpetuazione è resa automaticamente possibile dalla necessaria presenza in un Paese di quella che abbiamo poc'anzi chiamato "cultura democratica", la quale può esser tale solo se riguarda la maggioranza della popolazione, scongiurando così l'interruzione del governo democratico e il verificarsi della prima condizione espressa dal paradosso. La mancanza di cultura democratica, dunque, dimostrerebbe che una democrazia non è in realtà tale o che rischia di non esserlo più in conseguenza della erosione della cultura che l'ha storicamente espressa.
Ogni Paese democratico dovrebbe inoltre possedere una Costituzione atta anche ad evitare che il proprio popolo o il proprio governo ne possano provocare la fine. È questa infatti la soluzione della cosiddetta Costituzione rigida, emendabile solo con ampia maggioranza, e con un nucleo di principi fondamentali e libertà civili che non è possibile cambiare legalmente, pena la condizione di sovversivo e di illegalità per chi vi provasse con la forza (è il caso della Costituzione della Repubblica italiana, i cui Principi fondamentali, di libertà civili e politiche e la forma repubblicana dello stato sono definiti quali limiti alla revisione costituzionale).
In secondo luogo alcuni puntualizzano un fattore semantico troppo spesso volutamente frainteso: le parole "democrazia" e "libertà" non sono sinonimi. Si fa notare che ogni sistema politico può essere democratico o non democratico e che in ogni sistema politico possa esserci libertà oppure non esserci. Ma queste due parole non necessariamente vanno di pari passo, in quanto in un sistema potrebbe esserci democrazia senza libertà o libertà senza democrazia.
Anche in questo secondo caso però, la giusta riflessione sembra esser guidata dal fatto che la libertà non può non riguardare anche l'autodeterminazione politica dei cittadini. In questo caso, sotto una forma di governo non democratica non potrebbe mai esserci piena (e quindi vera) libertà ma solo delle libertà parziali riguardanti altre sfere della vita, diverse da quella politica. La piena libertà dei cittadini la si può dunque raggiungere soltanto sotto una forma di governo democratica. La quale garantisce anche l'associazionismo politico e dunque la formazione di nuovi e diversi partiti politici che un giorno potranno eventualmente raggiungere il potere, mentre in un regime non democratico (per esempio teocratico) - anche qualora la maggioranza dei cittadini liberamente lo sostenesse - si impedirebbe alle minoranze di potersi impegnare attivamente e tentare la conquista di obiettivi politici.
Molti si sono dunque interrogati sulle buone regole della democrazia. Alexis de Tocqueville propone una pluralità di idee, tramite l'associazionismo e i corpi intermedi, che garantisca un controllo della maggioranza da parte delle minoranze politiche e le opposizioni, come nel modello di democrazia liberale degli Stati Uniti, in cui "pesi e contrappesi" bilanciano i vari poteri. Un'ultima riflessione riguarda infine l'adozione di una cosiddetta democrazia protetta, in cui le forze estreme ed anti-sistema vengono escluse dalla vita politica (con veri e propri divieti oppure in via di fatto con la cosiddetta conventio ad excludendum).
Di seguito alcuni risultati proposti come soluzione ai vari problemi della democrazia.

### Libertà di opinione e diritti
Il nobel Amartya Sen ha sostenuto che - se valgono sia il principio di libertà di opinione che quello di unanimità - allora al più un solo individuo su tre può avere dei diritti.

### Voto
Nel 1952 Kenneth May ha dimostrato matematicamente che la votazione a maggioranza semplice è il solo procedimento di voto tra due alternative che soddisfi i seguenti requisiti:
1. dipendenza dal voto: il risultato è funzione solo dei voti espressi dagli individui;
2. libertà individuale: ogni individuo può scegliere indifferentemente ciascun'alternativa;
3. monotonicità: se un'alternativa vince in una data configurazione, continua a vincere in ogni altra configurazione in cui l'insieme di individui che la supporta contiene quello della configurazione data;
4. anonimato: non ci sono votanti privilegiati.
5. neutralità: non ci sono alternative privilegiate.

Già nel 1785 Marie Jean-Antoine Caritat, marchese di Condorcet, aveva tuttavia mostrato come nel caso di voto tra almeno tre alternative, nell'ipotesi che ciascun votante esprima un ordine individuale lineare di preferenza e nell'ipotesi che alla determinazione dell'ordine sociale concorrano gli ordini di preferenza di ciascun individuo, si può incappare in situazioni problematiche. In particolare Condorcet mostrò costruttivamente (mediante un esempio, che è noto appunto come paradosso di Condorcet) come se in una votazione fra tre o più alternative ciascun individuo determina un ordine lineare di preferenza, e se l'ordine sociale è determinato mediante votazioni a maggioranza (assoluta) tra tutte le possibili coppie di alternative sia possibile pervenire ad un ordine sociale circolare.
Nel 1949 Kenneth Arrow, interrogandosi proprio sul problema se sia possibile o meno determinare un sistema di voto che verifichi certi requisiti minimi di democrazia e al contempo permetta di ottenere un ordine sociale lineare a partire da ordini individuali lineari, pervenne all'importante risultato
che se valgono le ipotesi di:
1. dipendenza dal voto: il risultato è funzione solo degli ordini di preferenza (lineari) individuali;
2. libertà individuale (o universalità): ogni individuo può ordinare come vuole (purché transitivamente) le alternative a sua disposizione;
3. monotonicità: se un'alternativa A è socialmente preferita ad un'altra B, A continua ad essere preferita a B in ogni configurazione in cui gli ordini di preferenza individuali siano lasciati invariati o modificati innalzando A o modificati abbassando B;
4. indipendenza delle alternative irrilevanti: la preferenza sociale tra due alternative A e B è determinata solo dalle preferenze individuali tra le due alternative A e B;
5. sovranità popolare (o non impositività): non è possibile che un'alternativa risulti socialmente preferita o indifferente rispetto ad un'altra qualunque siano gli ordini di preferenza individuali;

allora richiedere che l'ordine sociale sia lineare implica la condizione di dittatorialità: ossia l'esistenza di un decisore il cui ordine individuale coincida con l'ordine sociale; tale individuo è denominato dittatore proprio perché detta il risultato della votazione considerata.
In seguito le ipotesi 3. e 5. del teorema sono state sostituite con l'ipotesi (più debole) di unanimità paretiana: se un'alternativa A è preferita ad un'alternativa B da ciascun individuo, allora A è socialmente preferita a B; pertanto, stanti la dipendenza dal voto, la libertà individuale, il principio di unanimità ed il principio di indipendenza delle alternative irrilevanti, allora richiedere che l'ordine sociale sia lineare implica la dittatorialità. Al fine di non fare confusione con l'usuale concetto di dittatore, va detto che il dittatore nel senso di Arrow potenzialmente può essere un qualunque votante, e che la sua identità non è determinabile a partire dal teorema.
Le conseguenze del teorema di Arrow sono importanti; Paul Samuelson, premio Nobel per l'economia nel 1970 e consigliere economico di Kennedy ha sostenuto che "la ricerca della democrazia perfetta da parte delle grandi menti della storia si è rivelata la ricerca di una chimera, di un'autocontraddizione logica" e che "la devastante scoperta di Arrow è per la politica ciò che il teorema di Gödel è per la matematica".

### Rappresentanza
Michel Balinsky e Peyton Young hanno dimostrato che non esiste alcun sistema di distribuzione dei seggi in grado di soddisfare i principi di proporzionalità e monotonicità. In altre parole è possibile che un partito, pur aumentando i consensi rispetto ad un altro, perda dei seggi.
Quanto all'esito del procedimento elettorale, la democrazia rappresentativa è spesso criticata per una sua presunta inefficienza: "la complessità e la “velocità” della nostra società, si sostiene, richiede anche nei partiti un’adeguata e corrispondente capacità decisionale, non sopporta lunghe discussioni e defatiganti mediazioni interne; e così come è diffusa un’insofferenza verso le “lungaggini” delle procedure parlamentari, sembra invalsa un’analoga attitudine all’interno dei partiti, molto spesso condita da un appello alla “base”, dal chiaro sapore populistico, contro tutto ciò che viene etichettato come “apparato”". Pur essendo contestato che tra “efficacia” e “democrazia” vi sia un dilemma, o uno scambio, è riconosciuto che i recenti cambiamenti, impressi al parlamentarismo in termini di maggiore efficienza, non hanno influenzato notevolmente le percezioni del Parlamento nel pubblico: questo "è stato maggiormente influenzato dalle percezioni provenienti dal comportamento dei parlamentari, rispetto al giudizio sulla prestazione basata sui risultati" effettivi.